# تريومف تايجر 1050
تريومف تايجر 1050(بالإنجليزية: Triumph Tiger 1050)‏ هي دراجة نارية من تصنيع تريومف.